# The Big Boss
The Big Boss (prt: Big Boss, o Implacável; bra: O Dragão Chinês) é um filme honconguês de 1971, dirigido por Lo Wei.

## Sinopse
Levado de Hong Kong por seu tio a Bancoc para viver com os primos, o imigrante chinês Cheng Chao-An passa a trabalhar na fábrica de gelo local, cujo proprietário está envolvido com tráfico de drogas e prostituição. Com a escalada da violência, Cheng revela-se profundo conhecedor das artes marciais e derrota a quadrilha. Clássico de kung-fu, estrelado pelo verdadeiro Bruce Lee. Foi esse filme de sucesso estrondoso que o lançou ao estrelado.

## Elenco
- Bruce Lee como Cheng Chao-an (ou Chen)
- Maria Yi como Chiao Mei
- James Tien como "Hsu Chien"
- Yin-Chieh Han como Hsiao Mi
- Tony Liu como "Hsiao Chiun"
- Chao Chen
- Ferdinand Peralta como guarda-costas
- Chia Ching Tu como tio
- Nora Miao
- [[[[Lam Ching-ying]]]]